# Victor Martins
Victor Martins (Varennes-Jarcy, 16 juni 2001) is een Frans autocoureur. Tussen 2018 en 2019 was hij onderdeel van de Renault Sport Academy en tussen 2021 en 2024 maakte hij deel uit van de Alpine Academy, het opleidingsprogramma van het Formule 1-team van Alpine, en vanaf 2025 is hij onderdeel van de Williams Driver Academy, het opleidingsprogramma van Williams. In 2020 werd hij de laatste kampioen van de Eurocup Formule Renault 2.0. In 2022 werd hij kampioen in het FIA Formule 3-kampioenschap.

## Autosportcarrière

### Karting
Martins begon zijn autosportcarrière in het karting in 2014. In 2016 won hij het wereldkampioenschap karting. Dat jaar debuteerde hij tevens in het formuleracing in het Franse Formule 4-kampioenschap tijdens het raceweekend op het Circuit Paul Ricard. In vier races stond hij tweemaal op het podium, maar aangezien hij als gastcoureur deelnam, scoorde hij geen punten voor het kampioenschap.

### Formule 4
In 2017 maakte Martins zijn fulltime debuut in de Franse Formule 4. Hij won vier races op het Circuit Paul Armagnac (tweemaal), het Autodromo Nazionale Monza en het Circuit Paul Ricard en stond in zeven andere races op het podium. Met 299 punten werd hij tweede, slechts vier punten achter Arthur Rougier. Daarnaast kwam hij ook in aanmerking voor de juniorklasse, waarin hij overtuigend kampioen werd met 14 zeges uit 21 races.

### Formule Renault
In 2018 stapte Martins over naar de Eurocup Formule Renault 2.0, waarin hij uitkwam voor het team R-ace GP. Tevens werd hij dat jaar opgenomen in de Renault Sport Academy. Hij won twee races op de Red Bull Ring en Spa-Francorchamps en stond in vier andere races op het podium, waaronder beide races op het Circuit de Monaco. Met 186 punten werd hij vijfde in de eindstand.
In 2020 bleef Martins actief in de Eurocup Formule Renault, maar stapte hierin over naar ART Grand Prix. Aangezien hij door Renault niet in de Formule 3 werd geplaatst, verliet hij hun opleidingsprogramma. Hij won zeven races op de Nürburgring (tweemaal), het Circuit Magny-Cours, het Circuit Zandvoort, het Circuit de Barcelona-Catalunya (tweemaal) en het Autodromo Enzo e Dino Ferrari en behaalde zeven andere podiumfinishes. Met 348 punten werd hij overtuigend kampioen.

### Formule 3
In 2019 begon Martins het seizoen in het winterkampioenschap van de Aziatische Formule 3, waarin hij tijdens het laatste raceweekend op het Sepang International Circuit voor Pinnacle Motorsport als gastcoureur reed en de races respectievelijk als derde, vierde en tweede eindigde. Aansluitend keerde hij terug in de Eurocup Formule Renault, waarin hij overstapte naar MP Motorsport. Hij won zes races op het Circuit de Monaco, de Hungaroring, het Circuit de Barcelona-Catalunya (tweemaal), de Hockenheimring en het Yas Marina Circuit en stond in acht andere races op het podium. Met 312,5 punten werd hij tweede, slechts 7,5 punten achter Oscar Piastri.
In 2021 maakte Martins zijn debuut in het FIA Formule 3-kampioenschap, waarin hij uitkwam voor het team MP Motorsport. Tevens keerde hij terug in het opleidingsprogramma van Renault, inmiddels overgenomen door Alpine en hernoemd naar de Alpine Academy. Gedurende het seizoen stond hij zes keer op het podium, inclusief zijn eerste overwinning op Zandvoort. Met 131 punten werd hij vijfde in de eindstand.
In 2022 bleef Martins actief in de FIA Formule 3, maar stapte hij over naar het team ART Grand Prix. Vroeg in het seizoen behaalde hij twee zeges op het Bahrain International Circuit en in Barcelona. In de rest van het seizoen stond hij ook op het podium op Imola, Silverstone, de Red Bull Ring en Zandvoort. Met 139 punten werd hij in de seizoensfinale op Monza gekroond tot kampioen.

### Formule 2
In 2023 stapte Martins over naar de Formule 2, waarin hij zijn samenwerking met ART Grand Prix voortzette. In de eerste twee raceweekenden in Bahrein en op het Jeddah Corniche Circuit behaalde hij twee podiumfinishes. In Barcelona stond hij in beide races op het podium, en in het daaropvolgende weekend op de Red Bull Ring werd hij tweede in de sprintrace. Hij behaalde zijn enige zege van het seizoen op Silverstone. Hierna stond hij op de Hungaroring, Monza en Yas Marina nog op het podium. Met 150 punten werd hij vijfde in het eindklassement.
In 2024 bleef Martins actief bij ART in de Formule 2. Hij kende een moeilijke seizoensstart, waarin een zevende plaats zijn beste resultaat was in de eerste vijf raceweekenden. Hierna behaalde hij een zege in Barcelona en stond hij op de Hungaroring (tweemaal), Monza en het Baku City Circuit ook op het podium. Met 107 punten werd hij zevende in het kampioenschap.
In 2025 rijdt Martins een derde jaar bij ART in de Formule 2. Wel verlaat hij de Alpine Academy en stapt hij over naar de Williams Driver Academy, het opleidingsprogramma van het Formule 1-team Williams.

### Formule 1
Op 30 mei 2025 reed Martins tijdens de eerste vrije training van de GP van Spanje voor het eerst in een Formule 1-wagen. Hij reed in plaats van Alexander Albon in een Williams, reed een tijd van 1:15.522 en werd daarmee negentiende.